# Hugo Kükelhaus
Hugo Kükelhaus (* 24. März 1900 in Essen; † 5. Oktober 1984 in Herrischried) war ein deutscher Philosoph, Tischler, Künstler und Pädagoge. Hugo Kükelhaus wurde vor allem durch das von ihm entwickelte Erfahrungsfeld zur Entfaltung der Sinne bekannt. In Publikationen und Vorträgen hat er zeitlebens seine Vorstellung von einer „menschengemäßen“ Lebensumwelt verbreitet. Außerdem gilt er als Wegbereiter für Kleinstkindspielzeug.

## Leben

### Kindheit, Jugend und Ausbildung
Hugo Kükelhaus ist als ältestes von fünf Kindern mit dem Bruder Heinz, den Schwestern Freya und Hilde sowie dem Nachzügler Hermann in einem Elternhaus aufgewachsen, das in enger Verbindung zum Handwerk stand. Sein Vater war Vorsitzender des Essener Tischlerverbandes und an der Neuorganisation der beruflichen Selbstverwaltungskörper des deutschen Handwerks beteiligt. 1919 legte Hugo Kükelhaus das humanistische Abitur in Essen ab, machte eine Tischlerlehre in Bielefeld und wanderte als Geselle durch Deutschland, Skandinavien und das Baltikum. 1925 erhielt er von der Handwerkskammer zu Arnsberg den Meisterbrief für das Schreinerhandwerk. In den folgenden Jahren studierte er an den Universitäten Heidelberg, Münster und Königsberg Soziologie, Philosophie, Mathematik/Logik und Physiologie.

### Autorentätigkeit
Die enge Verknüpfung von Praxis und Theorie zieht sich durch das gesamte Lebenswerk von Kükelhaus. 1932 erschien sein erstes Buch Das Gesetz des Ebenmaßes, in dem er darlegt, wie mit Hilfe des Goldenen Schnitts und daraus entwickelter „Kanonfiguren“ Möbel menschengemäß gebaut werden können. 1934 veröffentlichte er sein Hauptwerk Urzahl und Gebärde, eine Untersuchung über die Zahlen als psychologische und physiologische Grundlage des Daseins.
Zahlreiche andere Veröffentlichungen folgten. Dabei blieb Kükelhaus dem Handwerk auf vielfältige Weise verbunden: 1931 übernahm er nach dem Tod des Vaters die Redaktion der Fachzeitschrift Das Tischlergewerk und betreute sie mit Unterbrechungen bis 1956. Ab 1934 war Kükelhaus als Mitarbeiter des Alfred-Metzner-Verlags in Berlin Herausgeber der Reihen Schriften zur deutschen Handwerkskunst (1935 ff) und Deutsche Warenkunde (1939 ff), einem Informationsdienst über vorbildlich gestaltete handwerkliche und industrielle Gebrauchsgüter. Er organisierte Ausstellungen, hielt Vorträge und führte Schulungen durch. Gleichzeitig war er als freier Autor und Gestalter tätig.

### Während des Nationalsozialismus
Er leitete im Auftrag der Reichskammer der bildenden Künste die Ausstellung „Reisen und Wandern“. Etwa ab 1934 arbeitete er auf Honorarbasis für den Kunstdienst in Berlin und gab in diesem Zusammenhang ein regimekonformes Werk namens Deutsche Warenkunde heraus. Zugleich brachte er es durch „seine (…) kunstideologischen Beiträge“ für die „Lesergemeinde des ‚Blut-und-Boden‘-Blattes ‚Kunst und Volk'“ zum „Wegweiser der (von …) Rosenberg geführten NS-Kulturgemeinde“ und leitete im Auftrag von deren Amtsleitung im Jahr 1936 die Ausstellung „Gesetz und Gestalt“. 1937 leitete er – ebenfalls im Namen der NS-Kulturgemeinde Berlin – die von der NSDAP-Dienststelle Ribbentrop im Auswärtigen Amt und der Deutsch-Französischen Gesellschaft initiierte Ausstellung „Deutsches Kunsthandwerk“ während der Frühjahrsmesse in Lyon.
War es seine Kritik an der Herstellung von Kitsch und industriell gefertigten Massenmöbeln, die Kükelhaus in die Nähe der sich als volkstümlich ausgebenden NS-Ideologie führte und ihn zur Kooperation mit dem NS-Regime bewog, so will er später (laut einem Lebenslauf von 1970) seine Einstellung zum Nationalsozialismus geändert und sich „in enger Verbindung mit Fritz-Dietlof Graf von der Schulenburg“ als aktives Mitglied von Widerstandsgruppen hervorgetan haben.

### Gestalter

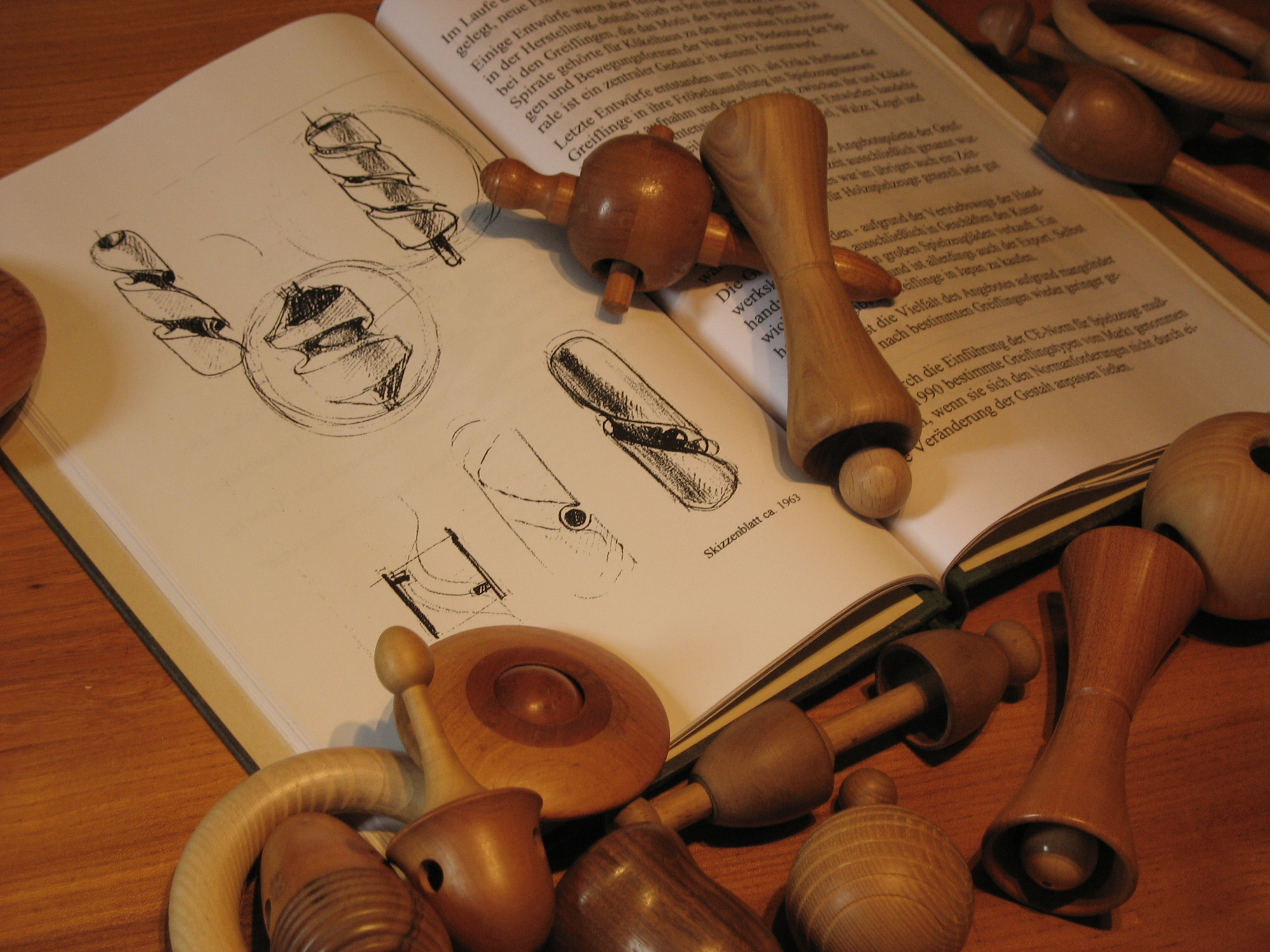
Greiflinge

Aus der Auseinandersetzung mit den Fröbelschen Spielgaben und im Dialog mit der Fröbel-Forscherin Erika Hoffmann entstanden ab 1939 die „Allbedeut“-Spielzeuge, Greiflinge für Kleinstkinder, deren Bedeutung erst später vor allem durch die Entwicklungspsychologie Jean Piagets untermauert wurde.
1950 nahm Kükelhaus eine Lehrtätigkeit an der Werkschule in Münster (heute Fachhochschule für Design) auf. Ab 1954 war er ausschließlich freiberuflich tätig: als Möbeldesigner, als Illustrator, Glaskünstler und Bildhauer, als Mitarbeiter bei der Gestaltung und innenarchitektonischen Ausstattung von sakralen und weltlichen Bauwerken. Er ließ sich in der mittelalterlichen Stadt Soest nieder.

### Kritiker menschenfeindlicher Architektur
Ab etwa 1960 intensivierte Kükelhaus seine Studien und experimentell durchgeführten Untersuchungen über die Sinnesprozesse. Dadurch gelangte er zu der Überzeugung, dass der Mensch der modernen technischen Zivilisation sich selbst zunehmend seiner grundlegenden sinnlichen Entwicklungs- und Erfahrungsmöglichkeiten beraubt. Er kritisierte die sich seiner Meinung nach immer lebensfeindlicher gebärdenden Tendenzen in der modernen Architektur der 1970er-Jahre und entwickelte Grundlinien eines „organlogischen“ Bauens. Er arbeitete daran, für alle Lebensbereiche das Umfeld so zu planen und zu entwickeln, dass es den „Funktionsbedingungen des menschlichen Organismus“ entspreche. Diese Auseinandersetzung mündete in die Publikation Unmenschliche Architektur (1973) und in Beratung und künstlerische Mitarbeit im Sinne einer „organgesetzlichen Architektur“ beim Bau von Schulen, Kindergärten und Industriebetrieben.

### Erfahrungsfeld zur Entfaltung der Sinne

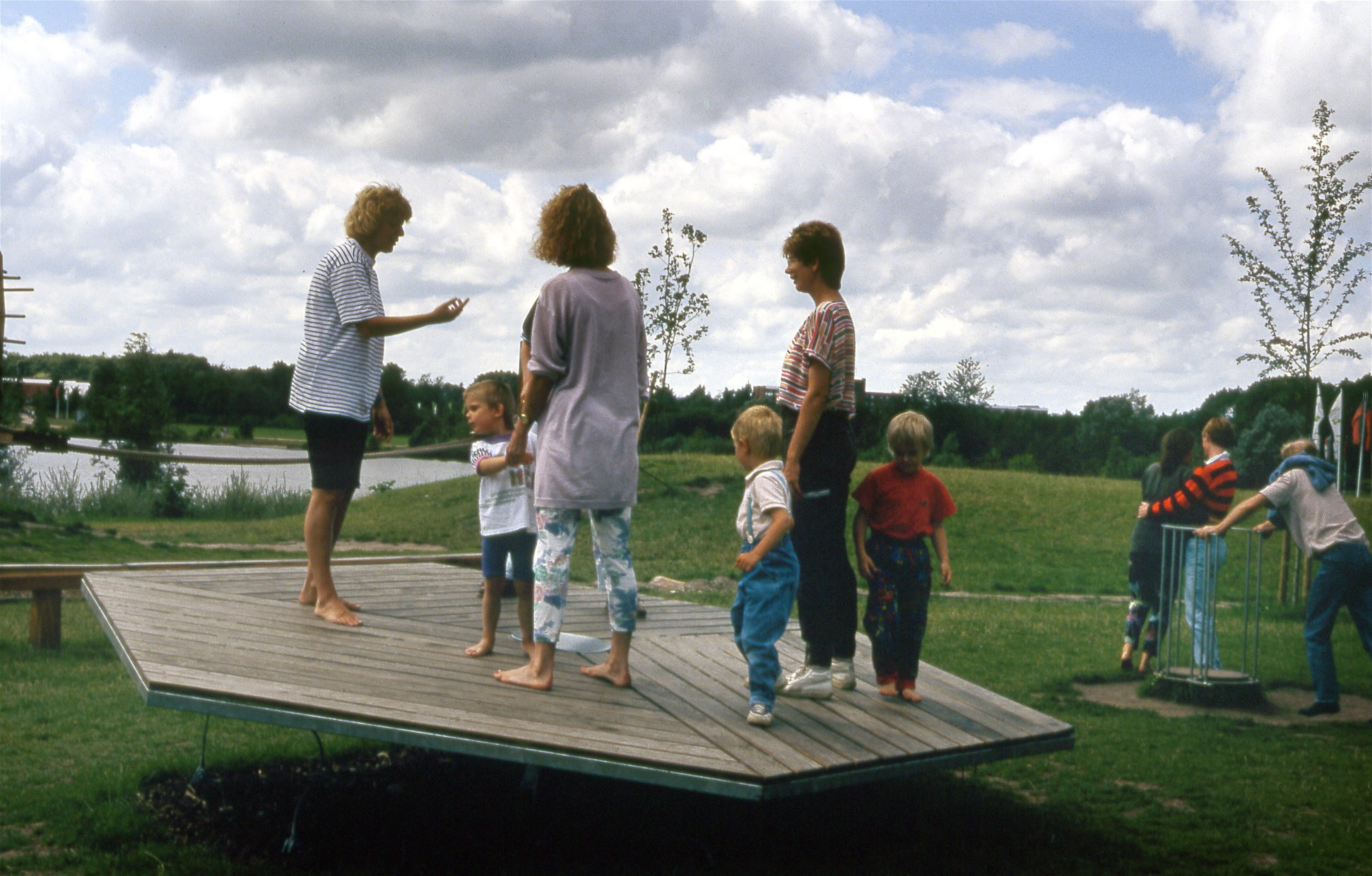
Balancierscheibe im 1991 geschaffenen „Park der Sinne“ in Bremervörde

International bekannt geworden ist Kükelhaus durch sein Versuchsfeld zur Organerfahrung, dessen erste Spiel- und Erfahrungsgeräte, das Naturkundliche Spielwerk, er zuerst 1967 zur Weltausstellung in Montreal im Deutschen Pavillon zeigte. 1975 erfolgte die erste Präsentation des zum Erfahrungsfeld zur Entfaltung der Sinne weiterentwickelten Versuchsfeldes bei der Internationalen Handwerksausstellung EXEMPLA in München. Anschließend wanderte das in der Zwischenzeit auf rund 40 Experimentier- und Spielstationen angewachsene Erfahrungsfeld zu zahlreichen Orten im In- und Ausland. Die vorgestellten Stationen sollen den Besuchern die Möglichkeit bieten, die universalen Gesetzlichkeiten ihrer körperlichen Existenz vegetativ unmittelbar wahrzunehmen, indem sie die Gesetzlichkeit der „äußeren Natur“ (Schwingung, Schwerkraft, Polarität, Reflexion usw.) am eigenen Leibe erfahren. Im Umgang mit den Geräten sollen sich die angeblich häufig verkümmerten Fähigkeiten des Menschen zur Sinneswahrnehmung neu beleben.
Am 5. Oktober 1984 starb Hugo Kükelhaus in Herrischried (Südschwarzwald); seine Grabstätte befindet sich in Mustin (bei Ratzeburg).

## Nachlass
Das ganzheitliche Konzept von Hugo Kükelhaus für eine große Freilichtausstellung 1984 in Zürich wurde nicht umgesetzt. Stattdessen wurde eine große Ausstellung Phänomena verwirklicht, die stärker der naturwissenschaftlichen Erkenntnis gewidmet war. Diese Ausstellung wurde unter anderem 1985 in Rotterdam, in Südafrika sowie 1989 in Bietigheim gezeigt. Seit Mitte der 90er Jahre entstehen zudem vermehrt fest installierte Erfahrungsfelder.
1988 erfolgte die Übergabe des Nachlasses an das Stadtarchiv der Stadt Soest. Von 1988 bis 1992 wurde der Nachlass dort im Rahmen einer eigenen „Arbeitsstelle Kükelhaus“ erschlossen, seit 1993 von der Hugo Kükelhaus Gesellschaft Soest e. V. und von der Stiftung Kükelhaus Soest betreut. Ein weiterer Teil des Nachlasses wird als „Hugo Kükelhaus Stiftung“ in der Schweiz in der „Kulturmühle Lützelflüh“ aufbewahrt.

## Zitat
„Die Entwicklung des Menschen wird von derjenigen Umwelt optimal gefördert, die eine Mannigfaltigkeit wohldosierter Reize gewährleistet. Ungeachtet der Frage, ob diese Reizwelt von physischen oder sozialen Verhältnissen und Faktoren aufgebaut ist – die Vielgestaltigkeit der Umwelt ist Lebensbedingung.“

## Werke

Ausgewählte Schriften von Hugo Kükelhaus

- Das Gesetz des Ebenmaßes. Selbstverlag, Essen 1932
- Urzahl und Gebärde. Grundzüge eines kommenden Maßbewußtseins. Metzner, Berlin 1934
  - Neuauflage: Klett und Balmer, Zug 1984, ISBN 3-264-90200-1
- Werde Tischler (mit G. Balkenhol). Berlin 1936
  - Neuauflage: Klett und Balmer, Zug 1994, ISBN 3-264-83070-1
- Die wahre Geschichte von klugen Köpfchen. Stichnote, Potsdam 1948
- Bildgeschichten vom Träumling. Zwölf Hefte. Bärenreiter, Kassel 1951/52
  - Neuauflage, hrsg. v. Barbara Vogel-Kükelhaus: Rittersche, Soest 2000, ISBN 3-9801714-5-0
- Erzeugung als Dienst. Krefeld 1952
- Das Wort des Johannes. Metzner, Frankfurt am Main 1953
- Zeichen – Spiel – Tat. Heidenheimer Verlagsanstalt, Heidenheim 1954
- Dennoch heute. Heidenheimer Verlagsanstalt, Heidenheim 1956
- Die Phantasie des Leibes. Hannover 1966
- Über den Umgang mit der Macht. Gaia, Köln 1970
- Organismus und Technik. Walter, Olten 1971
  - Neuauflage (mit einem zusätzlichen Vorwort von Frederic Vester): S. Fischer, Frankfurt am Main 1979
    - Neu-Neuauflage: Hugo Kükelhaus Gesellschaft, Soest 2006, ISBN 3-9805003-3-0
- Unmenschliche Architektur. Von der Tierfabrik zur Lernanstalt. Gaia, Köln 1973
- Sechs Gesellen und ein Menschenfresser. Gaia, Köln 1974
- Fassen – Fühlen – Bilden. Organerfahrungen im Umgang mit Phänomenen. Gaia, Köln 1975
- Hören und Sehen in Tätigkeit. Klett und Balmer, Zug 1978, ISBN 3-264-90150-1
- Entfaltung der Sinne (mit Rudolf zur Lippe). S. Fischer, Frankfurt am Main 1982
- Das Leben leben. Zitate aus Texten von Hugo Kükelhaus, hg. v. Annemarie Weber. Ott, Thun 2004, ISBN 3-7225-0038-9
- Organ und Bewusstsein. Vom Sehen und Schauen. Der letzte Vortrag 30.9.1984. Isele, Eggingen 2005, ISBN 3-86142-353-7
- Gesammelte Rundfunkvorträge. Isele, Eggingen 2006, ISBN 978-3-86142-392-8

## Auszeichnungen
- 1971: Designpreis Gute Form
- 1978: Konrad-von-Soest-Preis des Landschaftsverbandes Westfalen-Lippe für sein Lebenswerk.